# 新潟市立葛塚中学校
新潟市立葛塚中学校（にいがたしりつ くずつかちゅうがっこう）は、新潟県新潟市北区太田乙に所在する市立中学校。

## 概要
1947年に開校。
2004年竣工の現校舎は、建築家の安藤忠雄が設計。基本的には、当校の文化祭は「葛華祭」、運動会は「葛輝祭」と呼ばれている。
- 教育目標
  - 創造性に富む心豊かな生徒
  - 自主
  - 創造
  - 協力

2020年度の重点目標は、「振り返りを活かしたかかわり合う力の向上」であった。
- 校章
  - 葛の葉の形をしている。[3]
- 制服
  - 男子：詰襟
  - 女子：イートンジャケット
- 部活動
  - 柔道部
  - 男子バスケットボール部
  - 女子バスケットボール部
  - 陸上部
  - 野球部
  - バレーボール部
  - 男子卓球部
  - 女子卓球部
  - 男子テニス部
  - 女子テニス部
  - 吹奏楽部
  - 美術部

## 沿革
- 1947年5月 - 葛塚町立葛塚中学校として開校。設置場所は葛塚町葛塚（上大口）。旧北区役所北側の駐車場。
- 1950年 - 長浦村下郷集落(上土地亀・下土地亀・新井郷)の中学生受け入れ開始。
- 1954年 - 校歌制定
- 1955年3月30日 - 豊栄町発足に伴い豊栄町立葛塚中学校と改称。
- 1960年ごろ- 杉名町（現東栄町）へ移転。現在新潟市北区文化会館が建っている場所である。
- 1970年11月1日 - 市制施行に伴い豊栄市立葛塚中学校と改称。
- 1984年4月1日 - 生徒数増加に伴い早通中学校を分離独立、校区変更。
- 1993年4月1日 - 生徒数増加に伴い長浦中学校との分離統合により、一部地域を光晴中学校へ分離。校区変更。
- 2004年4月1日 - 現在地（太田乙）へ移転。
- 2005年3月21日 - 新潟市へ編入合併に伴い新潟市立葛塚中学校と改称。

## 通学区域
#外部リンクを参照。

### 進学前小学校
- 新潟市立葛塚東小学校

## 交通
- JR白新線 豊栄駅南口から徒歩20分